# Путеизмеритель

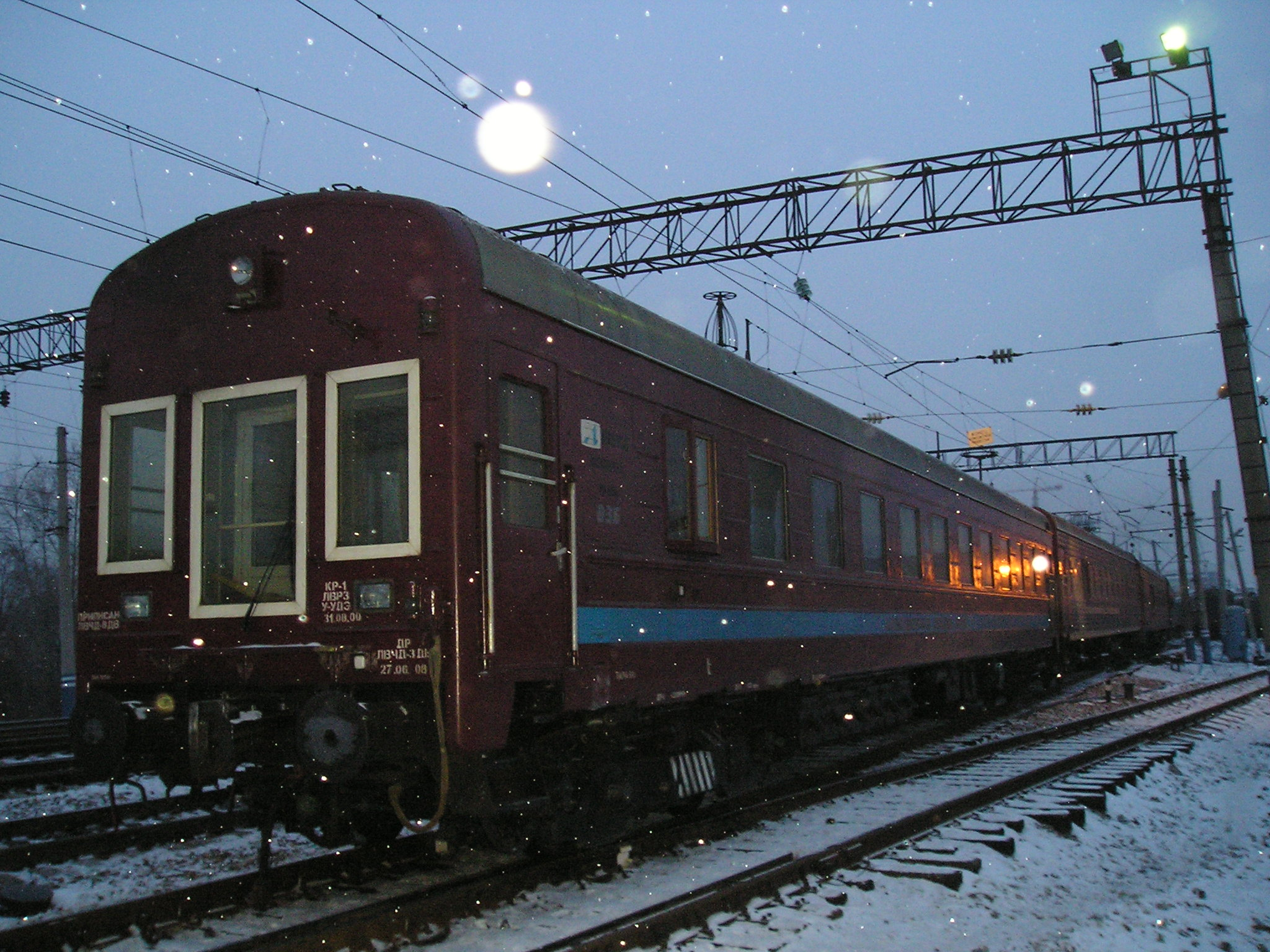
Вагон-путеизмеритель КВЛ-П

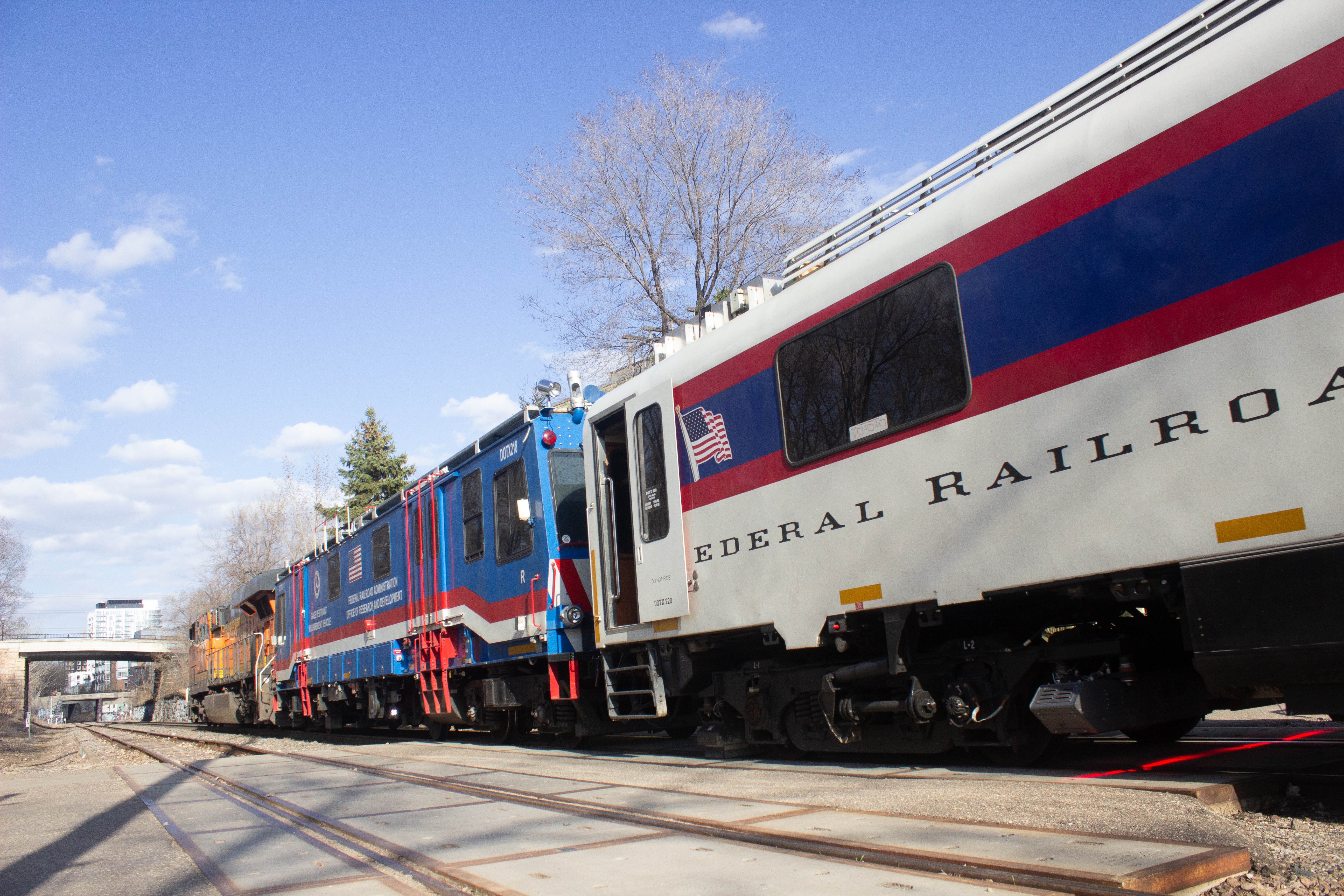
Вагоны Федеральной железнодорожной администрации США DOTX-218 и DOTX-220

Путеизмери́тель (англ. track geometry 'recording' car) — подвижная единица (вагон или автомотриса), предназначенная для сплошного скоростного контроля состояния рельсовой колеи под динамической нагрузкой.

## История
Первый путеизмеритель с механической записью ГРК (геометрии рельсовой колеи) на бумажной ленте создан в 1887 году русским инженером И.Н. Ливчаком. На отечественных железных дорогах путеизмерители используются с 1916 года.
В США появились в 1920-х годах, когда железнодорожное движение стало достаточно плотным, чтобы снизить нагрузку на ручной и визуальный осмотр. Кроме того, возросшая скорость движения поездов той эпохи требовала более тщательного обслуживания путей. В 1925 году компания Chemins de fer de l'Est запустила в эксплуатацию вагон с геометрией рельсов, оснащенный акселерографом, разработанным Эмилем Халладом, изобретателем метода Халлада. Акселерограф мог регистрировать горизонтальное и вертикальное движение, а также крен. Он был оснащен ручной кнопкой для записи этапов и станции в записи. Такой вагон был разработан компанией travaux Strasbourg, ныне входящей в группу GEISMAR. К 1927 году на железных дорогах Атчисона, Топеки и Санта-Фе действовал путевой вагон, за которым в 1929 году последовала Эстрада-де-Ферро-Сентрал-ду-Бразил. Эти два вагона были построены Болдуином с использованием гироскопической технологии корпорации Сперри.
Первый вагон с геометрией пути в Германии появился в 1929 году и эксплуатировался компанией Deutsche Reichsbahn. Оборудование для этого вагона поступило из Аншютца в Киле, компании, в настоящее время принадлежащей Raytheon. В Швейцарии первое оборудование для записи геометрии пути было встроено в уже существующий динамометрический вагон в 1930 году.
Одним из самых ранних вагонов с геометрией рельсов был вагон T2, используемый проектом HISTEP Министерства транспорта США (Программа оценки высокоскоростных поездов). Он был построен компанией Budd для проекта HISTEP для оценки состояния пути между Трентоном и Нью-Брансуиком, штат Нью-Джерси, где DOT создала участок пути для тестирования высокоскоростных поездов, и, соответственно, T2 работал со скоростью 150 миль в час или быстрее.
Многие из первых геометрических вагонов регулярного обслуживания были созданы из старых пассажирских вагонов, оснащенных соответствующими датчиками, приборами и записывающим оборудованием, соединенными позади локомотива. По крайней мере к 1977 году появились самоходные геометрические вагоны. GC-1 южной части Тихого океана (построенный Plasser American) был одним из первых и использовал двенадцать измерительных колес в сочетании с тензометрическими датчиками, компьютерами и электронными таблицами, чтобы дать менеджерам четкое представление о состоянии железной дороги. Даже в 1981 году в "Энциклопедии североамериканских железных дорог" считается, что это самый продвинутый автомобиль с геометрией трассы в Северной Америке.

## Типы путеизмерителей
По способу перемещения подразделяются на:
- Путеизмери́тельный ваго́н - несамоходное транспортное средство, прицепляемое к транспортирующему его локомотиву
- Самоходные путеизмерители на базе автомотрис относятся к специальному самоходному подвижному составу (ССПС)
- Путеизмеритель на автомобильной базе (чаще как зарубежный опыт)

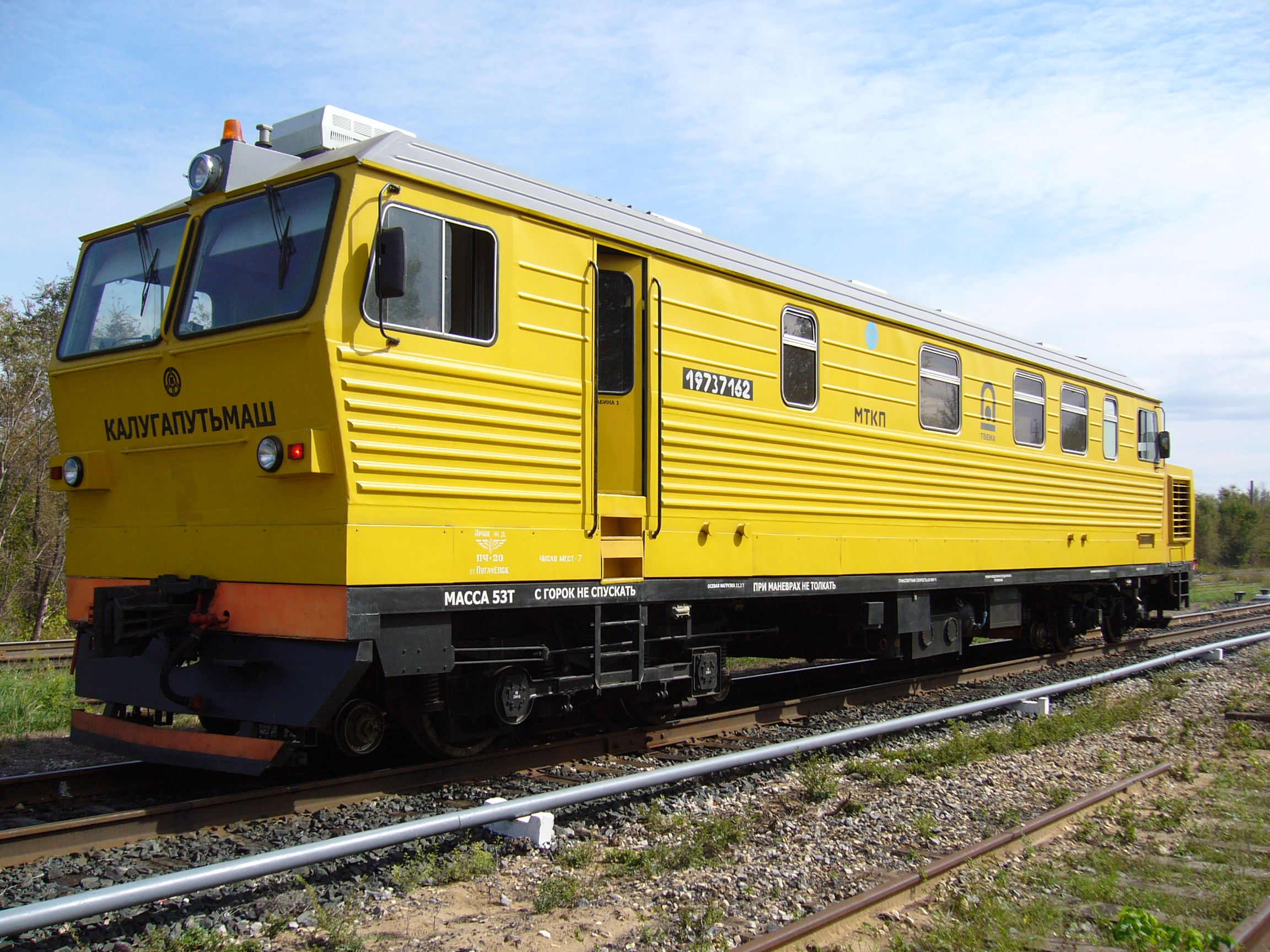
Путеизмерительная автомотриса МТКП

По способу измерения большей части основных параметров геометрии рельсовой колеи (ГРК) подразделяются на:
- контактный (при помощи касания измерительных роликов к головке рельса на глубину 16 мм от поверхности катания, измерительных тележек и снятия измерений с ходовых тележек, в прошлом вместо измерительных роликов применялись текстолитовые лыжи, изменения ГРК фиксируются от контактирующего элемента через трособлочную систему на сельсин датчики линейного перемещения)
- бесконтактный (сканирование оптическим датчиком с ПСЗ или КМОП матрицей проекций на рельс одной или более лазерных линии, а также вихретоковым методом сканирования поверхности металла датчиком на вихретоковых матрицах)

## Контролируемые параметры
Перечень контролируемых параметров в разных странах различен, но в основном он всегда состоит из параметров измеряемых в горизонтальной и вертикальной плоскостях, в него всегда включаются абсолютно измеренные параметры ГРК - шаблон (ширина колеи) и уровень (возвышение одного рельса над другим).
В России согласно действующей "Инструкции по оценке состояния рельсовой колеи путеизмерительными средствами и мерам по обеспечению безопасности движения поездов" утвержденной распоряжением ОАО "РЖД" № 436/р от 28.02.2020 (ранее с 1997 года, со времен МПС, до 2020 года действовала инструкция утвержденная распоряжением МПС № ЦП-515 в которой не учитывались требования к обращению поездов способных развивать скорость более 140 км/ч), контролируются параметры для скоростей движения до 250 км/ч:
- Основные параметры ГРК где могут быть короткие неровности пути:
  - Горизонтальная плоскость (план) - шаблон (сужение, уширение) пути, рихтовки пути (разница стрел изгиба "кривизна" каждой рельсовой нити);
  - Вертикальная плоскость (профиль) - уровень, просадка (перепады высоты рельса "разница стрел изгиба" в продольной плоскости), перекос (разница уровня на скользящем отрезке)

- Дополнительные параметры ГРК где могут быть преимущественно длинные и короткие неровности пути: непогашенное ускорение и скорость его нарастания, уклон отвода возвышения, отвод ширины колеи, опасное сочетание отступлений и неисправностей, подуклонка рельса, боковой и вертикальный износы рельс, стыковые зазоры, обратное возвышение, несоответствие кривого участка пути проектным данным, сверхнормативные длинные неровности в профиле на скоростных участках

## Перспективы развития
В России, совершенствование путеизмерителей предполагает увеличение их рабочих скоростей, повышение точности измерения параметров и увеличение числа получаемых параметров, оснащение путеизмерительных вагонов аппаратурой автоматизированной обработки, хранения и передачи полученной информации. Постепенная замена парка вагонов путеизмерителей диагностическими комплексами, объединяющих в себе функции и возможности вагонов дефектоскопов, путеизмерителей, контроля контактной сети, СЦБ и радиосвязи, что должно способствовать разгрузке железнодорожной сети и уменьшению потерь на перемещение специализированной железнодорожной техники. В перспективе согласно "Концепции развития систем диагностики и мониторинга объектов путевого хозяйства на период до 2025 года" на сети железных дорог вагоны путеизмерители должны будут вытеснены поездами оснащенными автономной системой диагностики (АИИС) и диагностическими комплексами.
В Соединенных Штатах железные дороги изучают новые способы измерения геометрии, которые создают еще меньше помех для работы поездов. Центр транспортных технологий, Inc. (TTCI) в Пуэбло, штат Колорадо, проводит испытания с использованием портативной системы контроля качества езды, подключенной к стандартному грузовому вагону. TTCI также продвигает переход на "Геометрию дорожки, основанную на производительности" или PBTG. Большинство современных систем геометрии трассы учитывают только состояние самой трассы, в то время как система PBTG также учитывает динамику транспортного средства, обусловленную условиями трассы.